# Prószków (gmina)
Prószków est une gmina mixte du powiat de Opole, Opole, dans le sud-ouest de la Pologne. Son siège est la ville de Prószków, qui se situe environ 11 km au sud-ouest de la capitale régionale Opole.
La gmina couvre une superficie de 121,23 km2 pour une population de 9 964 habitants.

## Géographie
La gmina inclut les villages de Prószków, Boguszyce, Chrząszczyce, Chrzowice, Folwark, Górki, Jaśkowice, Ligota Prószkowska, Nowa Kuźnia, Przysiecz, Winów, Zimnice Małe, Zimnice Wielkie, Źlinice et Złotniki
La gmina borde la ville d'Opole et les gminy de Biała, Komprachcice, Korfantów, Strzeleczki, Tarnów Opolski et Tułowice.